# Blindspot (seizoen 3)
Dit artikel vat het derde seizoen van Blindspot samen. In de Verenigde Staten liep dit seizoen van 27 oktober 2017 tot en met 18 mei 2018.

## Rolverdeling

### Hoofdrollen
- Jaimie Alexander - Jane Doe
- Sullivan Stapleton - FBI agent Kurt Weller
- Rob Brown - FBI agent Edgar Reade (teamleider)
- Audrey Esparza - FBI agente Natasha Zapata
- Ashley Johnson - FBI agente Patterson
- Luke Mitchell - Roman
- Mary Stuart Masterson - FBI directeur Eleanor Hirst

### Terugkerende rollen
- Ennis Esmer - Rich Dotcom
- Chad Donella - Jake Keaton
- Jordan Johnson-Hinds - Stuart
- Tori Anderson - Blake Crawford
- David Morse - Hank Crawford
- Anthony Lemke - Victor
- Kristina Reyes -  Avery
- Gloria Reuben - Kira Evans

## Afleveringen
| Nr. | Aflevering | Titel                  | Regisseur            | Schrijver(s)                 | Selectie gastrollen | Uitzenddatum     |  |
| --- | ---------- | ---------------------- | -------------------- | ---------------------------- | --- | ---------------- |  |
| 46 | 1          | Back to the Grind      | Martin Gero          | Martin Gero                  | Trieste Kelly Dunn - Alison Knight Jeremy Crutchley - Leslie Doorhaus                                                                                             | 27 oktober 2017  |  |
| Nadat Jane en Kurt getrouwd zijn, verlaten ze de FBI en trekken ze zich in een afgelegen gebied terug. Na drie maanden worden ze door huurmoordenaars aangevallen, die het op Jane gemunt hebben. Jane besluit dat haar aanwezigheid Kurt in gevaar brengt, dus verdwijnt ze met de noorderzon. Enkele jaren later vindt Kurt zijn vrouw terug, die recent opnieuw blijkt te zijn voorzien van een nieuwe laag tattoos. Ze moeten opnieuw aan de slag nu Reade, Zapata en Patterson ontvoerd zijn door Roman en zijn doorverkocht aan Venezuela. Jane en Kurt moeten hun voormalige collega's vinden, maar niet voordat ze afrekenen met de huurmoordenaars die nog altijd op zoek zijn naar Jane. |            |                        |                      |                              | |                  |  |
| 47 | 2          | Enemy Bag of Tricks    | David Tuttman        | Chris Pozzebon               | Daniel Lissing - Tom Jakeman Amy Rutberg - Marci Booth Reshma Shetty - Megan Sathya Sridharan - Nikhil Thakker                                                    | 3 november 2017  |  |
| Een geheime satelliet stort neer, en de zwarte doos van de satelliet wordt gestolen. De satelliet blijkt onderdeel te zijn van een geheim rakettenschild, en met de zwarte doos van deze raket zouden de overige raketten uitgeschakeld kunnen worden. In een race tegen de klok moet de FBI de zwarte doos zien terug te krijgen, voordat de laatste satelliet offline gaat en Noord-Korea zijn nucleaire raketten op Amerika kan afvuren. |            |                        |                      |                              | |                  |  |
| 48 | 3          | Upside Down Craft      | Solvan Naim          | Christina M. Kim             | Heather Burns - Kathy Gustafson Tarik Lowe - Eric Vance Natalie Roy - Courtney Puritsky Michelle Hendley - Sam Kadkhoda                                           | 10 november 2017 |  |
| Jane en Kurt arresteren Kevin Loewe, een rijke zakenman, nadat op zijn computer bewijzen gevonden werden dat hij terroristische aanslagen pleegde, met financieel gewin als doel. De FBI komt er echter achter dat het hackerscollectief Three Blind Mice de bewijzen op Loewe zijn computer hebben geplant. De FBI moet nu achter het hackerscollectief aan, maar al snel wordt duidelijk dat Patterson en Rich Dotcom lid waren van het collectief. |            |                        |                      |                              | |                  |  |
| 49 | 4          | Gunplay Ricochet       | David McWhirter      | Ryan Johnson Peter Lalayanis | Wendy Hoopes - Claire Dunn Paul Guilfoyle - Rosmond Ott Nicholas E. Calhoun - Jonathan West Royce Johnson - sheriff Hannon                                        | 17 november 2017 |  |
| Het team komt erachter dat Marcus Dunn, een terrorist die al jaren dood geacht wordt, toch nog in leven is en een nieuwe bomaanslag gepland heeft. In een race tegen de klok moet de FBI de locatie van de bomaanslag vinden, voordat Dunn opnieuw kan toeslaan. Het volgen van dit spoor brengt hen bij Rosmond "Rossi" Ott, die Jane herkent als Remi Kruger. Ott wordt vervolgens gearresteerd en in hechtenis genomen, waarna hij ontsnapt toen hij overgeplaatst werd naar de gevangenis van de State Department door assistent-secretaris West. Uiteindelijk wordt Dunn gestopt door Zapata, die hem vermoordt. Jane en Weller ontmantelen de bom die Dunn had geplaatst. Zapata ziet dat Reade een geheime ontmoeting had met assistent-secretaris West. Ott stuurt documenten naar Jane, waaruit blijkt dat ze een dochter heeft die ter adoptie werd afgestaan. |            |                        |                      |                              | |                  |  |
| 50 | 5          | This Profound Legacy   | Rob Seidenglanz      | Rachel Caris Love            | Aaron Abrams - congreslid Matthew Weitz Tina Benko - Yasmine Petrushev Alex Ozerov - Vanya Petrushev                                                              | 1 december 2017  |  |
| Het team onderzoekt een serie brandstichtingen, die ze leidt naar Vanya Petrushev, de rechtmatige koning van de natie Kazarus. De oom van Petrushev stuurt mensen om hem en zijn moeder om het leven te brengen. Nadat dit gelukt is, gaat Vanya naar Kazarus om zijn volk te leiden. Ondertussen zijn Zapata en Patterson achterdochtig geworden van Reade en plaatsen vals bewijsmateriaal over de moord van Stuart, dit alles om de mol binnen de FBI in de val te lokken. Roman vertelt Jane dat Shepherd haar dwong om haar dochter op te geven. In een flashback zien we Weller in Berlijn, waar hij op zoek is naar Jane, Avery ontmoeten. |            |                        |                      |                              | |                  |  |
| 51 | 6          | Adoring Suspect        | Glen Winter          | Eric Buchman                 | Malcolm David Kelley - Keith Rhodes Paul F. Tompkins - Booky Bentley Misha Kuznetsov - Niko Popov                                                                 | 8 december 2017  |  |
| Weller gaat undercover in Hollywood om een connectie tussen Keith Rhodes en maffiabaas Nico Popov te onderzoeken. Het team ontdekt dat Popov Rhodes' producer gebruikt als mantelorganisatie om massavernietigingswapens te transporteren. Ze komen er vervolgens achter dat Popov een chemische aanval aan het voorbereiden is in Amerika. Weller en Jane stoppen de aanval en arresteren Popov. Ondertussen probeert Roman dichter bij Blake Crawford te komen. Nadat Reade Hirst confronteert met haar verleden, verwijst Hirst naar de drugsproblemen van Reade en de reden waarom hij assistent-directeur is van de FBI. Hij besluit om zich bij het team van Jane, Weller, Patterson, Zapata en Rich aan te sluiten om Hirst te stoppen. |            |                        |                      |                              | |                  |  |
| 52 | 7          | Fix My Present Havoc   | Lin Oeding           | Kristen Layden               | Trieste Kelly Dunn - Alison Knight Jessica Hecht - dr. Margaret Palmer Tarik Lowe - Eric Vance Frankie J. Alvarez - Julian Milliken                               | 15 december 2017 |  |
| Een flashback onthult dat Hirst degene is geweest die Stuart heeft vermoord heeft voor het oplossen van een tattoo over een man met één oor. In het heden komt het team door aanwijzingen van Roman op het spoor van dokter Andrea Park. Tijdens interviews van een van de deelnemers van een klinische proef komen ze de echtgenoot van de man met één oor tegen. Nadat ze deze hebben gearresteerd komt men erachter dat deze man Eric Vaughn is, een US Marshal. Eric legt uit dat hij gechanteerd wordt door Hirst. Hij wil getuigen in een rechtszaak als zij zorgen dat hij en zijn echtgenoot in leven blijven. Patterson ontdekt dat Andrea Park een dodelijk virus wil verspreiden. Met hulp van Allie kan het team de dokter stoppen. Nadat Eric in getuigenbescherming wordt geplaatst wordt hij vermoord. Weller realiseert zich dat Hirst weet dat het team haar op het spoor is. |            |                        |                      |                              | |                  |  |
| 53 | 8          | City Folks Under Wraps | David Tuttman        | Brendan Gall                 | Marcus Callender - agent Berger David Morse - Hank Crawford Anne Troup - agent Kim Amy Margaret Wilson - Briana                                                   | 22 december 2017 |  |
| Een gevaarlijk kat-en-muisspel begint op het moment dat Hirst besluit een stokje te steken voor het idee van het team van o.a. Jane en Weller om Hirst bloot te leggen. Roman wil dat Weller Hirst omlegt nu Vance dood is. Hirst luist Patterson erin voor de moord op Stuart. Uiteindelijk worden zowel Patterson, als Rich en Weller gearresteerd door de FBI, waarna ze worden ondervraagd. Roman ontmoet de vader van Blake, Hank Crawford, welke uiteindelijk de baas van Hirst blijkt te zijn. Na onderzoek van Patterson en Zapata vinden ze een audio-opname van Hirst. Deze opname wordt vervolgens afgespeeld in het kantoor van de FBI, waardoor blijkt dat Hirst corrupt is. Hirst blijkt later Zapata te hebben ontvoerd, nadat ze wist te ontsnappen. Jane en Weller vinden Zapata en Reade, bevrijden hun en arresteren vervolgens Hirst, tegen de wil van Roman, die Weller had opgedragen Hirst te vermoorden. Weller kan niet langer tegen de chantage van Roman en vertelt Jane dat hij haar dochter heeft vermoord. |            |                        |                      |                              | |                  |  |
| 54 | 9          | Hot Burning Flames     | Adam Salky           | Chris Pozzebon               | Josh Cooke - Andy Taylor Peter Oldring - Dave Kirkpatrick Julia Crockett - Lana Stepulov                                                                          | 12 januari 2018  |  |
| De aflevering begint met een inbraak in een warenhuis door twee dieven. Al gauw blijkt dat niet alles is wat het lijkt. Het warenhuis wordt gebruikt door de Department of Energy als opslag voor kernraketten. Na onderzoek van Patterson, Reade en Zapata blijken er twee te missen. Later, na het oppakken van Adam Tayler, blijkt dat Lana van terroristische groep Dabbur Zann de twee kernraketten heeft en deze zal gebruiken als Amerika niet hun militairen uit Turkije haalt. Na een kat-en-muisspel tussen Lana en het team gebruikt Lana een van de raketten op een onbewoond eiland in de Grote Oceaan als waarschuwingsschot, waar de volgende New York zal raken, als ze niet aan haar voorwaarden voldoen. Na het vinden van Lana vermoordt Weller Lana op het vliegtuig en stopt het ontploffen van de raket. Verder zien we ook scheuren in de relatie van Weller en Jane ontstaan, nadat de waarheid uitkomt over Berlijn. Uiteindelijk blijkt de dochter van Jane niet dood te zijn, maar gevangengezet door Max in Berlijn, welke een bekende blijkt te zijn van Jane. |            |                        |                      |                              | |                  |  |
| 55 | 10         | Balance of Might       | Martha Mitchell      | Tracy Whitaker               | Reshma Shetty - Megan Calvin Dutton - Dwire Lee Hubert Point-Du Jour - Akoi Salih Hunter Emery - Derek                                                            | 19 januari 2018  |  |
| In een flashback die zes maanden terug in de tijd gaat, zien we een plek in een vluchtelingenkamp. Een man genaamd Saya geeft een familie goed nieuws: de aanmelding om naar Amerika te komen is versneld uitgevoerd. Na het initiële juichen van de familie komt Roman langs, om te vertellen dat ze in gevaar zijn. Terug naar het heden neemt Megan, journalist en vriendin van Reade, de telefoon op met aan de andere kant van de lijn deze familie. Ze besluiten samen op een plek samen te komen, maar aldaar worden ze bruut verstoord door gewapende mannen. Na het ondervragen van de familie blijkt Saya niet de persoon te zijn die ze dachten dat hij was. Hij wil twee bommen laten ontploffen in New York. De taak aan het team om dit te stoppen. Ze stoppen Saya en hij wordt opgesloten. Aan het einde van de aflevering zien we Jane naar Clem gaan, een oude vriend. Ook zien we Patterson en Weller samen ontdekken dat Roman hem in een hinderlaag heeft laten lopen. Dit doen Weller en Patterson twijfelen of Avery wel de dochter van Jane is, of iemand die gebruikt wordt om de relaties binnen het team stuk te laten gaan. |            |                        |                      |                              | |                  |  |
| 56 | 11         | Technology Wizards     | Jeff F. King         | Christina M. Kim             | Josh Dean - Boston Sanjit De Silva - Sanjay Bonthala Andrew Long - Kohler                                                                                         | 26 januari 2018  |  |
| De aflevering wordt ingeleid door een naakte man die door de straten van New York rent en vervolgens schreeuwt naar een onbekend persoon. Terug bij het team onderzoeken Patterson en Weller nog steeds Avery. Er blijkt een noodoproep van Avery te zijn geweest, vlakbij de plek waar ze gevangen werd gehouden. Na overleg onderzoeken Weller, Jane en Clem deze plek. Ze blijken net te laat te zijn, aangezien Avery in een bus wordt gegooid. Ondertussen vertelt Patterson dat haar app gehackt is en een onbedoelde achterdeur heeft. Deze wordt misbruikt voor chantage. Na kort onderzoek blijkt de maker van deze achterdeur een oude vriend van Rich te zijn: Boston. Even later komt deze zelfde Boston aan bij de FBI om aan te geven dat zijn vriend Sanjay de app gebruikt om slechte mensen te straffen. Na een slim plan van het team worden de terroristen opgepakt. Even later zien we Avery gered worden van haar ontvoerders. |            |                        |                      |                              | |                  |  |
| 57 | 12         | Two Legendary Chums    | David McWhirter      | Ryan Johnson Peter Lalayanis | Darren Goldstein - Donald Shipley Chance Kelly - Nils Bresden America Olivo - Ameni Medina Senghore - agent MacKenzie                                             | 2 februari 2018  |  |
| Avery is inmiddels veilig bij de FBI en wordt daar verhoord door Jane en Weller. Ze vertelt dat haar vader zelfmoord heeft gepleegd door Hank Crawford. Jane en Weller hebben moeite om Avery te geloven na alles wat er gebeurd is tussen hen. Jane geeft toestemming om een professional Avery te laten verhoren. Avery is zichtbaar hier niet blij mee. Het team denkt dat er een aanval zal worden gepleegd op een elektriciteitscentrale. Dit blijkt echter niet zo te zijn, zeker na de bevestiging van Zapata, die Hirst aan het ondervragen is. Het plan is om een strikt geheime plek van de Treasury Department aan te vallen met een EMP, zodat er geen zicht meer is op betalingen van Amerikanen naar het buitenland. Deze aanval wordt later gestopt door het team. Aan het einde van aflevering zien we Roman samen met Hank Crawford, welke Roman de opdracht geeft het team van Jane en Weller uit te schakelen. |            |                        |                      |                              | |                  |  |
| 58 | 13         | Warning Shot           | Kristin Windell      | Matt Young                   | Ajay Naidu - Shohid Akhtar Luke Kirby - Christophe Bruyere aka Junior Reshma Shetty - Megan Molly Bernard - Delilah Dunny aka PopUpKid Archie Panjabi - Nas Kamal | 2 maart 2018     |  |
| Het team krijgt bezoek van Nas Kamal, zij heeft een tatoeage ontrafeld wat hen leidt naar een computervirus dat recentelijk gestolen werd van de NSA. De diefstal werd gepleegd door Delilah Bunny, aka PopUpKid, een bekende hacker. Het virus is al geveild en is gekocht door een tienerhacker, die deze gekocht heeft voor Iraanse terroristen. Het team krijgt dan hulp van Rich die zich voordoet als de winnaar van de veiling, en zoekt contact met Delilah om de koop af te ronden op een geheim hackerfeest op een eiland. Het team gaat dan undercover op het feest. Daar ontmoeten zij de crimineel Sho Acktar, die zijn gevangenisstraf wist te ontlopen, die het virus ook wil bemachtigen. Het lukt Sho te ontsnappen uit de handen van de FBI, maar Jane kan wel het virus van hem bemachtigen. Terug op de FBI-basis ontdekt het team dat Nas het virus heeft omgewisseld, dit om haar baan bij de NSA terug te krijgen. Nas belt later naar Weller met de boodschap dat de vader van Avery illegale bezigheden heeft gehad met Crawford, en dat zij later meer informatie zal geven. Ondertussen biecht Meg bij Zapata op dat zij een immigrant is zonder documenten, en accepteert later het aanbod dat Zapata doet. In Brazilië wil Blake een exclusief pokerspel overvallen dat gerund wordt door haar oude vriend Christophe. Dit doet zij met Roman als bodyguard aan haar zijde, dit om haar vader te helpen met een landaankoop. Tijdens hun missie worden Blake en Christophe voor de ogen van Roman echter ontvoerd. |            |                        |                      |                              | |                  |  |
| 59 | 14         | Everlasting            | Dermott Daniel Downs | Rachel Caris Love            | Dominic Fumusa - generaal Peter Mahoney Linda Powell - kolonel Sara Ferguson Bryce Pinkham - Jack Izenberg Ukweli Roach - dr. Robert Borden                       | 9 maart 2018     |  |
| Wanneer een aantal mariniers onder mysterieuze omstandigheden sterven door drugsgebruik gaat het team op onderzoek uit. Tijdens het onderzoek raakt Paterson zwaargewond door een explosie, en raakt hierna in een coma. In haar droomwereld wordt zij gedwongen om haar dag over en over te herbeleven totdat zij de zaak oplost. Om de zaak op te lossen moet zij personen uit haar verleden de revue laten passeren, zoals David, Borden, Stuart en directeur Pellington. Dit zorgt er ook voor dat zij haar schuldgevoelens over deze personen een plaats kan geven. Tijdens de oplossing van deze zaak komt zij weer bij bewustzijn, en verklaart dat de mariniers gestorven zijn tijdens een geheime operatie en dat hun overlijden in de doofpot werd gestopt. Later verklaart Patterson aan Zapata dat haar zicht op Borden anders is dan de andere personen, en er wordt onthuld dat Borden in werkelijkheid nog in leven is. |            |                        |                      |                              | |                  |  |
| 60 | 15         | Deductions             | Marisol Adler        | Chris Pozzebon               | Tom Lipinski - Cade Bruce Davison - Jean-Paul Bruyere Luke Kirby - Christophe Bruyere aka Junior Carly Pope - Quinn                                               | 16 maart 2018    |  |
| Ex-lid van Sandstorm, Cade, zoekt contact met Jane en Weller, en vertelt hen dat hij ontsnapt is van een vliegtuigongeluk nadat hij gevangen werd genomen door de CIA. Hij waarschuwt hen dat de andere gevangen op deze vlucht een grote aanslag voorbereiden op New York. Met deze informatie lukt het de FBI om de leider van deze aanslag te identificeren als Quinn Bonita, een CIA-agent die wraak zoekt op de CIA na het overlijden van haar man. Het lukt het team om haar en haar mededaders te stoppen, voordat zij de aanslag kunnen plegen. Ondertussen wil Crawford het losgeld betalen voor de vrijlating van Blake en Christophe, maar Jean-Paul, de vader van Christophe, wil hen echter vrij krijgen door geweld. Roman vergezelt het team van Jean-Paul, en wanneer hij Blake en Christophe zonder bewaking ziet, doodt hij de mannen van Jean-Paul en redt dan Blake en Christophe. Later legt Roman aan Crawford uit waarom hij de mannen van Jean-Paul heeft gedood, dit om de invloed van Crawford geheim te houden. Later wordt het lichaam van de adoptievader van Avery door onbekende mannen in de rivier gegooid. |            |                        |                      |                              | |                  |  |
| 61 | 16         | Artful Dodge           | Martha Mitchell      | Kristen Layden               | Ukweli Roach - dr. Robert Borden Lauren Stamile - Millicent Van Der Waal Demosthenes Chrysan - Goren Gorovich Lisa Bostnar - dr. Weber                            | 23 maart 2018    |  |
| Door een tatoeage van Jane wordt Zapata gedwongen om te bekennen dat dr. Borden nog leeft en dat hij undercover werkt voor de CIA. Hij probeert te infiltreren in een Servische terroristengroep. De FBI overmeestert dan dr. Borden en verwondt hierbij een van de terroristen. Dr. Borden verklaart aan de FBI dat de terroristen een grote aanslag aan het voorbereiden zijn en geeft de FBI een gecodeerde USB-stick. De ondervraging van de gewonde terrorist levert niets op, en Patterson krijgt toch een emotionele terugslag na de terugkeer van dr. Borden. Het lukt Patterson de USB-stick te ontcijferen en zij ontdekt dat de terroristengroep een raketaanval op Amerikaanse steden willen uitvoeren. Het lukt het team om deze aanval te voorkomen. Ondanks de hulp die dr. Borden heeft geleverd, wordt hij toch door Zapata voorgoed naar de gevangenis gestuurd. Crawford vertelt aan Roman zijn ultieme doel: een groot privéleger vormen om zo voor totale wereldvrede zorgen. Roman stort dan ineens in elkaar en wordt door Crawford naar het ziekenhuis gebracht, waar zij een sterkere band krijgen. Ondertussen wordt de afspraak tussen de FBI en Rich ongeldig verklaard, maar door de steun van het team wordt deze echter toch weer bekrachtigd. Zapata biecht aan Reade op dat zij verliefd op hem is. Patterson laat het team een uitnodiging zien die Roman haar gestuurd heeft en gelooft dat dit de sleutel is voor het neerhalen van Crawford. |            |                        |                      |                              | |                  |  |
| 62 | 17         | Mum's the Word         | Jean de Segonzac     | Christina M. Kim             | Bruce Davison - Jean-Paul Bruyere Jeanine Bartel - Vanessa Baker David Shih - Diamond Broker                                                                      | 30 maart 2018    |  |
| Het FBI-team, samen met Avery, gaat undercover op een gala waar Crawford een ontmoeting heeft gepland met Jean-Paul voor een landaankoop. Tijdens deze missie ontmoeten Jane en Avery Roman, en legt Roman uit dat hij hen helpt om Crawford en Jean-Paul te arresteren. Maar tijdens een passioneel moment tussen Roman en Blake besluit Roman de FBI te laten vallen zodat hij samen met Blake en haar vader een nieuw leven kan opbouwen. De FBI valt dan het gala binnen en doodt hierbij Jean-Paul, maar Crawford kan met hulp van Roman ontsnappen. Blake is geschokt wanneer zij de criminele activiteiten van haar vader ontdekt, en Crawford verdenkt Roman van vreemde activiteiten. Ondertussen begint Patterson informatie weg te houden bij Zapata, en dit levert haar een waarschuwing van Reade op. Reade probeert de vrede te herstellen tussen hem en Zapata, maar zij wil hier niets van weten met de mededeling dat zij geen toeschouwer op zijn bruiloft kan zijn. Terwijl Jane, Weller en Avery een familiemoment beleven, geeft Roman een groep huurmoordenaars de opdracht voor het doden van het FBI-team. |            |                        |                      |                              | |                  |  |
| 63 | 18         | Clamorous Night        | Neema Barnette       | Eric Buchman                 | Bryce Pinkham - Jack Izenberg Coral Peña - Alexis Parkin Lauren Stamile - Millicent Van Der Waal                                                                  | 20 april 2018    |  |
| Na een lange dag proberen om de nieuwe locatie van Crawford te achterhalen, besluit het team om een rustpauze in te lasten. Lang kunnen zij niet van hun rust genieten, zij worden een voor een doelwit van de sluipschutter die gestuurd is door Roman. Jane en Kurt worden doelwit in een exclusief restaurant dat gehackt is door Rich, en Jane wordt slachtoffer van een gijzeling. Reade wordt aangevallen in zijn appartement na een conflict met Millicent Van Der Waal, die zijn connecties onderzocht met directeur Hirst. Millicent wordt vermoord door de sluipschutter, maar zijn doelwit was Reade die weet te ontsnappen. Zapata wordt aangevallen terwijl zij een herinneringsceremonie bezoekt voor haar ex-vriend Ricky, maar de aanvaller wordt gedood met hulp van de zus van Ricky. Patterson en haar collega Jack, die op een date zijn, worden ook aangevallen. Zij kunnen hun aanvaller verwonden, en worden dan gered door Zapata. Het team verzamelt zich dan en met de hulp van Rich kunnen zij de verblijfplaats achterhalen van Jane, en kunnen haar dan redden. Roman baalt stevig dat zijn plan is mislukt, en besluit dan zelf het team uit te schakelen. Een vrouw genaamd Kira vertelt hem echter zijn aandacht te vestigen op het nieuwe plan van Crawford. |            |                        |                      |                              | |                  |  |
| 64 | 19         | Galaxy of Minds        | Marcus Stokes        | Ryan Johnson Peter Lalayanis | Michael Drayer - Michael Ganzman Christopher Fitzgerald - Daschelle Watkins Kathleen McNenny - Camille Moon Alex Morf Surjik Fells                                | 27 april 2018    |  |
| Een flashback laat zien dat de adoptievader van Avery een supersonisch wapen ontwikkelt voor Crawford. In het heden leidt een tatoeage van Jane het team naar de samenzweringstheorie-aanhanger Daschelle Watkins, die er heilig in gelooft dat de overheid een gedachtecontrolerend apparaat ontwikkeld heeft. Met hulp van Daschelle probeert het team nu een zekere ontwikkelaar, genaamd Ganzman, te vinden. Roman is ook op zoek naar Ganzman, die ook betrokken was bij de ontwikkeling van het supersonisch wapen. Beide teams kunnen Ganzman lokaliseren in New York. Roman wordt vergezeld door Blake, die meer tijd met Roman wil doorbrengen, en moet ondertussen de ware reden van zijn aanwezigheid verbergen tijdens hun jacht op Ganzman. De beide teams vinden Ganzman tegelijkertijd, maar Roman lukt het echter hem te doden. Jane zet dan de achtervolging op Roman in, maar Roman gelooft echter niet dat zij in staat is hem te doden. Jane wil dit echter wel, maar haar wapen weigert dienst waarop Roman kan ontsnappen. Avery accepteert de uitnodiging van Jane en Kurt om bij hen te komen wonen. Roman stort op het internet veel valse informatie over de tatoeages van Jane, en zo wordt deze informatie nutteloos. |            |                        |                      |                              | |                  |  |
| 65 | 20         | Let It Go              | Maja Vrvilo          | Rachel Caris Love            | Bill Nye - Bill Nye the Science Guy Jennifer Esposito - Lynnette Belmont Reshma Shetty - Megan Zachery Byrd - Sheldon Cole                                        | 4 mei 2018       |  |
| Het team vindt een aanwijzing op het lichaam van de adoptievader van Avery dat hen naar een van de huurmoordenaars van Crawford brengt. Tijdens de aanhouding wordt Jane echter gedwongen hem te doden voordat hij ondervraagd kan worden. De vader van Patterson wordt bij de FBI gevraagd, om hen te helpen naar de effecten van de misinformatie die Roman op het internet heeft geplaatst. De grootmoeder van Avery, Lynnette, nodigt Avery en Jane bij haar uit om documenten te ondertekenen voor het testament van de adoptievader van Avery. Eenmaal daar ontdekt Avery dat Lynette voor Crawford werkt, en dat zij medeverantwoordelijk was voor de dood van haar adoptievader. Nu zij ontmaskerd is, probeert Lynnette hen beiden te doden, maar zij kunnen beiden ontsnappen door zich op te sluiten in een saferoom. Kurt en de rest arriveren, waarna zij Lynnette kunnen arresteren, en Jane en Avery redden uit de saferoom. Ondertussen maakt Megan haar relatie met Reade uit, dit nadat zij de gevoelens ontdekt die Zapata voor hem heeft. Patterson en Zapata onderzoeken de laptop van Lynnette, en ontdekken daar toegangscodes voor verschillende gebouwen in Manhattan. Zij realiseren zich dan dat Crawford een enorme aanval op New York aan het voorbereiden is. |            |                        |                      |                              | |                  |  |
| 66 | 21         | Defection              | David Tuttman        | Anne Hecker Kristen Layden   | Michelle Hurd - Shepherd Jennifer Esposito - Lynnette Belmont Obi Abili - King Almasi Nick Westrate - Edmund                                                      | 11 mei 2018      |  |
| Een flashback laat zien dat Remi en Roman in 1997 een spelletje Mankala spelen, terwijl Shepherd met haar manipulatie op hen begint. In het heden ontmoeten Blake en Roman de manager van hotel Cerulean, waar zij hun plannen ontvouwen voor een liefdadigheidsbal. Roman vraagt daar meteen inzage in het veiligheidssysteem van het hotel. Ondertussen probeert het FBI-team te achterhalen wat het doelwit is van Crawford, dit met de informatie die zij op de laptop van Lynnette gevonden hebben. Op deze laptop vonden zij diverse toegangscodes voor gebouwen in Manhattan, en een van deze gebouwen betreft een chemisch fabriek. In deze fabriek vond pas een inbraak plaats, waar een groot partij distikstoftetraoxide werd gestolen. Jane herinnert zich dan een plan dat Roman in het verleden had gemaakt, om met Sandstorm een hypergole bom te maken met deze stof samen met methylhydrazine. Shepherd is de enige persoon die weet waar de vermiste methylhydrazine is, en wordt naar het FBI-kantoor gehaald voor ondervraging. Zij wil alleen meewerken als zij een gesprek met Jane krijgt, en tijdens dit gesprek probeert Shepherd Jane ervan te overtuigen dat zij Roman niet kan doden. Het team vindt de partij methylhydrazine terug bij het hoofdkantoor van de VN, en ontdekken daar ook een bom. Reade en Zapata ontmantelen de bom, terwijl het gebouw geëvacueerd wordt. Met hulp van Rich lukt het Patterson om het werkelijk doelwit van Crawford te achterhalen, het betreft de leiders van twee Afrikaanse landen die in een vredesproces verwikkeld zijn en plannen hebben om een pijpleiding aan te leggen. Crawford wil hen dood, zodat de pijpleiding in zijn pas ontgonnen land aangelegd zal worden. Volgens het protocol van de VN moeten alle aanwezige leiders van de wereld veilig gesteld worden in de saferoom van hotel Cerulean. Na een vuurgevecht tussen Roman, Jane en Kurt lukt het de FBI om iedereen te redden. Na deze zaak wordt Zapata betrapt op het stelen van een telefoon voor Keaton, en wordt hiervoor ontslagen bij de CIA. Patterson laat Jane en Kurt een videoboodschap van Roman zien, aan het einde zegt Roman Een laatste spel zus, de winnaar krijgt alles. |            |                        |                      |                              | |                  |  |
| 67 | 22         | In Memory              | Martin Gero          | Chris Pozzebon               | Derek Roberts - Nelson Coatzee Michelle Hurd - Shepherd Nicolette Debellis - jonge Remi Lachlan O'Day - jonge Roman Leah Curney - dokter                          | 11 mei 2018      |  |
| De FBI ontdekt door de video van Roman dat hij zich in Kaapstad schuilhoudt. Zapata neemt ontslag bij de FBI en verbreekt ook de relatie met Reade met de boodschap dat de tijd nog niet rijp is voor hen beiden. Jane, Kurt en Reade reizen af naar Kaapstad waar zij het huis opzoeken waar Roman en Jane zijn geboren, en daar ontdekken zij meer aanwijzingen. Roman ontvoert Crawford en neemt hem mee naar het weeshuis waar hij en Jane hun kindertijd hebben doorgebracht. Crawford onthult dat hij dit weeshuis heeft gebouwd, dit om soldaten te kweken voor zijn privéleger. Wanneer de FBI bij het weeshuis arriveert, blijft Crawford achter om hen te vertragen, zodat Roman kan ontsnappen. In de daaropvolgende strijd doodt Jane Crawford, en wordt Kurt geraakt door een kogel. Roman ontmoet dan Blake die onthult dat zij zijn ware identiteit heeft verkregen, en schiet Roman dan neer met de woorden dat hij haar familie vernietigd. Roman pleegt dan een telefoontje met een onbekend persoon, en vertrouwt deze zijn geld en missie toe. Jane arriveert dan bij Roman, en vertelt hem dat zij pas tevreden is als hij sterft. Hij laat hierna aan Jane een halsketting na met nieuwe tatoeage-aanwijzingen, en verklaart aan haar dat hij aan de effecten leed van de drugs die zijn geheugen wiste. Jane krijgt dan ook dezelfde symptomen, en wordt met spoed in het ziekenhuis opgenomen. Blake kan dan ontsnappen met zijn trouwe bondgenote, Zapata. Jane wordt wakker in het ziekenhuis, en blijkt teruggekeerd te zijn naar haar oude persoonlijkheid Remi. Remi ontdekt dat zij getrouwd is met Kurt, en dat hij herstellende is van een zware operatie. Zij is blij dit te horen, en beseft dat zij in een perfecte situatie verkeert om de FBI van binnenuit te vernietigen. |            |                        |                      |                              | |                  |  |